# James Dutton
James Patrick Dutton Jr. (Eugene, 20 novembre 1968) è un ex astronauta statunitense.
Ha partecipato a una missione spaziale Shuttle STS-131 (2010) con il ruolo di pilota.

## Biografia
Dutton è un pilota collaudatore della United States Air Force con il grado di colonnello.
È stato selezionato come astronauta della NASA nel maggio del 2004 e ha ricevuto la qualifica il 10 febbraio, 2006. Ha all'attivo più di 2.000 ore di volo su 30 differenti velivoli. Ha assunto il ruolo di capsule communicator durante la missione STS-123 dello Space Shuttle. In aprile 2010 ha compiuto il suo primo volo nello spazio con la missione STS-131 in qualità di pilota, in cui è stato portato sulla ISS il Multi-Purpose Logistics Module Leonardo.